# Гаковий удар ногою

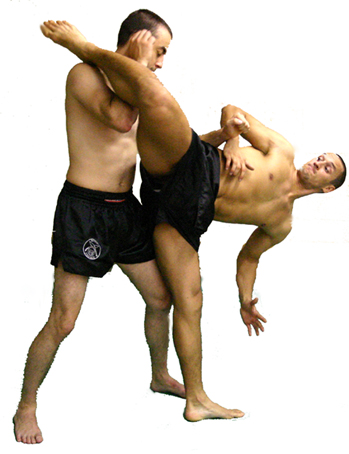
Гаковий удар ногою на ближній дистанції. Техніка бірманського боксу.

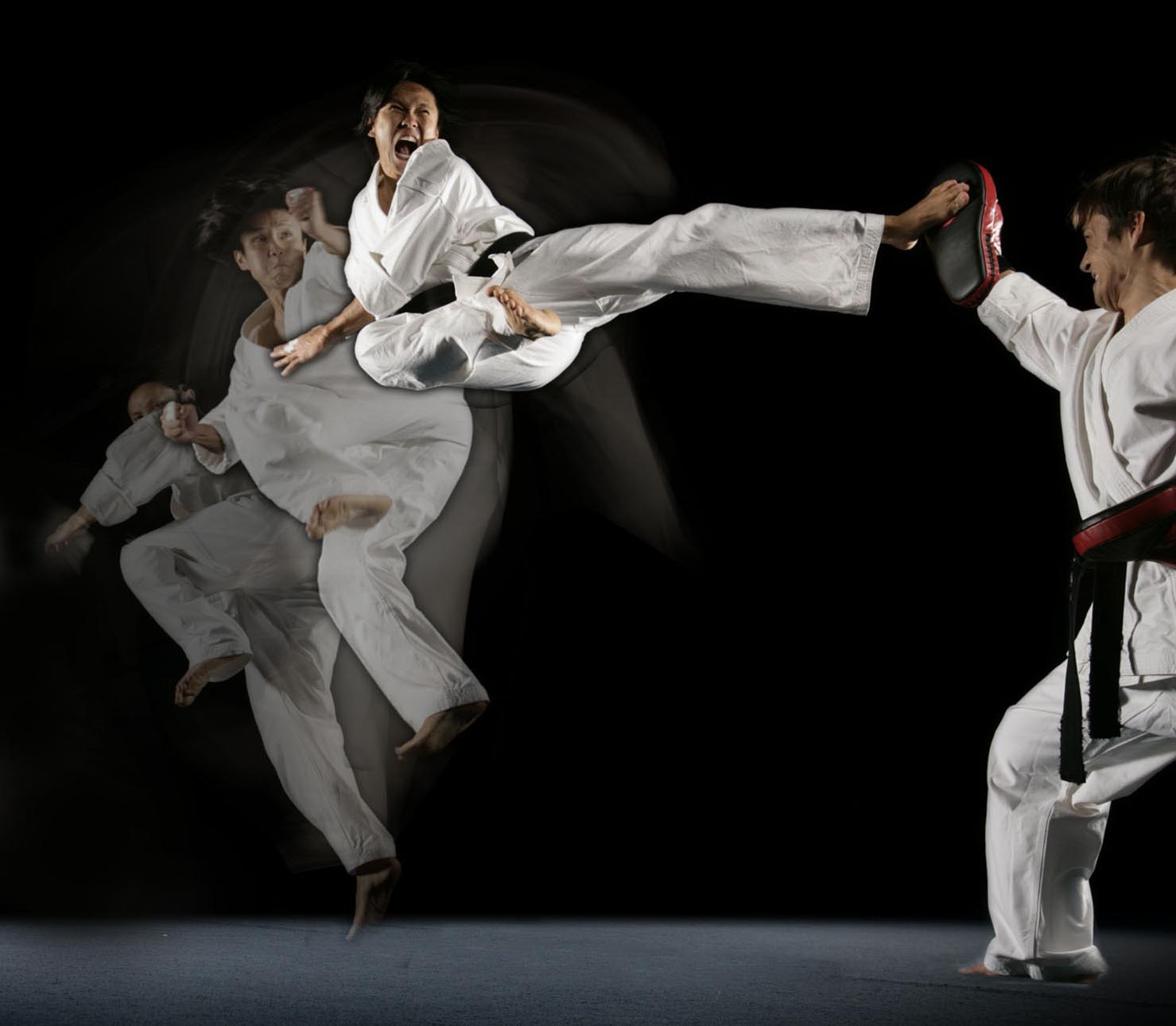
Гаковий удар ногою на дальній дистанції з розвороту в стрибку. Техніка тхеквондо.

Гаковий удар ногою — це дуговий удар ногою, при якому положення ноги та траєкторія руху нагадують гак. Належить до числа ударів із найскладнішими векторами руху. Удари цього типу застосовуються як спеціальний елемент ударної техніки у таких бойових мистецтвах, як кікбоксинг, тхеквондо, джиткундо, капоейра, карате тощо. 
Удар виконується різнойменною ногою (з лівобічної стійки — правою, з правобічної — лівою). Техніка виконання варіюється в залежності від задачі, виконанню якої слугує удар, а також від традицій бойового мистецтва, але загалом зводиться до наступного: вага тіла переноситься на передню, опорну ногу, стопа якої розвертається п'ятою в напрямі удару, в той час як друга нога, дещо зігнута в коліні, виконує дуговий замах: а) праворуч-вгору і в ціль при виконанні удару лівою ногою; б) ліворуч-вгору і в ціль при виконанні удару правою ногою. Траєкторія замаху при ударі лівою ногою нагадує знак питання у звичайному відображенні. Траєкторія замаху при ударі правою ногою нагадує той же знак у дзеркальному відображенні. У будь-якій варіації удару нога має форму гака, звідси назва удару — гаковий. Удар наноситися стопою чи тильним боком гомілки, і виконується виключно як хай-кік (тобто удар направлений в голову). Удар може виконуватись з розвороту або в стрибку.

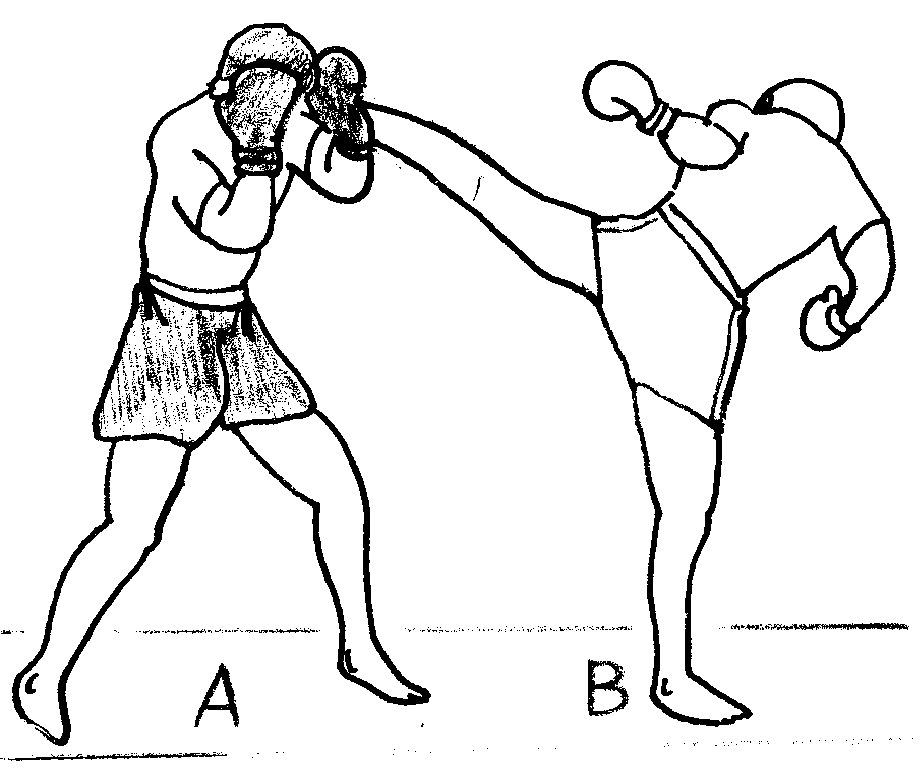
Гаковий удар лівою ногою з місця
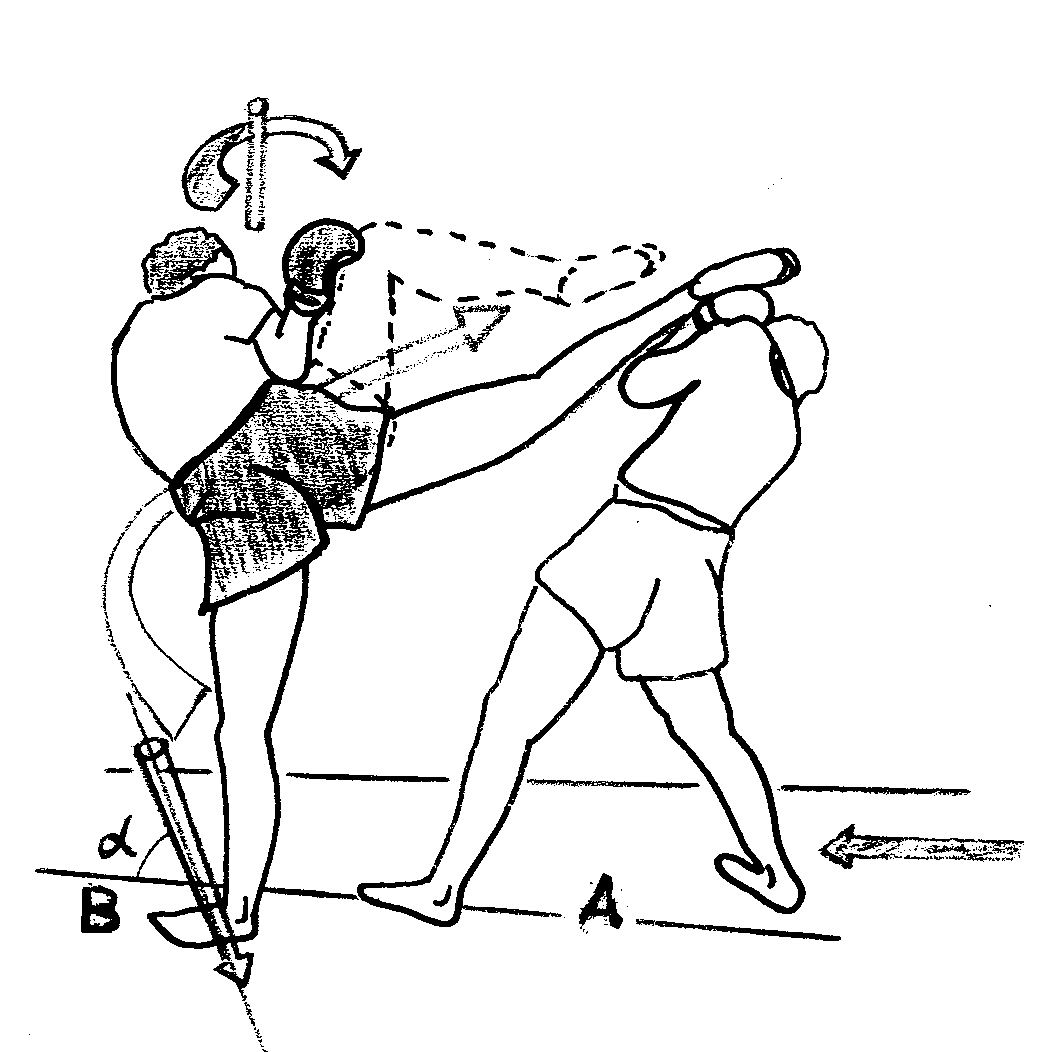
Гаковий удар правою ногою з розвороту

Поширені назви удару:
- в кікбоксингу — хук кік (англ. hook kick);
- в карате — каке ґері (яп. 掛け蹴り);
- в тхеквондо — хурьо чаґі (кор. 후려 차기).
- в капоейрі — ґаншу (порт. gancho).